# 安杰伊·格翁布
安杰伊·格翁布（波蘭語：Andrzej Głąb，1966年11月10日—），波兰男子摔跤运动员。他曾代表波兰参加1988年夏季奥林匹克运动会摔跤比赛，获得男子古典式48公斤级银牌。